# زاندفورت
زاندفورت (به هلندی: Zandvoort) یک منطقهٔ مسکونی در هلند است که در هلند شمالی واقع شده‌است. زاندفورت ۳ متر بالاتر از سطح دریا واقع شده‌است.